# Gondiswil
Gondiswil är en ort och kommun i distriktet Oberaargau i kantonen Bern, Schweiz. Kommunen har 718 invånare (2023).